# Carnivorous Erection
Carnivorous Erection è il secondo album in studio del gruppo musicale grindcore Regurgitate, pubblicato nel 2000 dalla Relapse Records.

## Tracce
1. "The Pulsating Feast" - 1:37
2. "Domination Through Mutilation" - 0:54
3. "Escort Service of the Dead" - 1:06
4. "Obscene Body Slayings" - 0:35
5. "Fecal Freak" - 1:58
6. "Humiliated in Your Own Blood" - 0:18
7. "Just Another Stillborn" - 0:44
8. "Parade of the Decapitated Midgets" - 1:04
9. "Ruptured Remains in a Doggybag" - 0:33
10. "Copious Head Carnage" - 1:03
11. "Carnivorous Erection" - 1:29
12. "Relentless Pursuit of Rotting Flesh" - 0:35
13. "Swallow the Human Filth" - 1:05
14. "Dismantle the Afterbirth" - 0:38
15. "Choked in Shit" - 0:55
16. "Funeral Genocide" - 0:13
17. "Rancid Head of Splatter" - 1:23
18. "Rage Against Humanity" - 0:56
19. "To Boil a Corpse" - 0:45
20. "Bloody Pile of Human Waste" - 0:48
21. "Drenched in Cattleblood" - 1:06
22. "Carbonated Death" - 1:04
23. "Skull of Shit and Sludge" - 0:40
24. "Desperate Need for Violation" - 0:21
25. "37 Stabwounds" - 0:24
26. "Vomified (Regurgitated to the Core)" - 1:00
27. "Headless She Died" - 0:33
28. "Breath Like Rotten Meat" - 1:01
29. "I Wanna Kill" - 0:45
30. "Claw-Hammer Castration" - 1:00
31. "Festering Embryonic Vomit" - 0:39
32. "Smeared with Bloodmixed Semen" - 0:40
33. "You're About to Fuckin' Die" - 0:21
34. "Stinking Genital Warts" - 0:24
35. "Pyronecrobestiality" - 1:35
36. "Self-Disembowelment" - 0:34
37. "Savage Gorewhore" - 0:35
38. "The Combustion and Consumption of Pyorrheic Waste" - 1:27

## Formazione
- Rikard Jansson - voce
- Urban Skytt - chitarra, basso
- Jocke - batteria